# Anton Ent
Anton Ent, pseudoniem van Henk van der Ent (Rotterdam, 20 januari 1939) is een Nederlandse dichter, prozaschrijver en essayist.

## Levensloop
Hij ging na de opleiding HBS-B en de kweekschool Nederlands studeren om erachter te komen wat het geheim van poëzie is. Eerst aan de School voor Taal- en Letterkunde te Den Haag, daarna aan de Vrije Universiteit te Amsterdam.  Al schrijvend en docerend zette hij deze zoektocht voort. 
In 1962 richtte hij met Jan 't Lam het jongerentijdschrift Travee op dat in 1963 met Ontmoeting (1946-1964) fuseerde.
In 1963 trouwde hij met Marianne den Haan; zij vestigden zich in Rhoon waar hij tot 1968 werkzaam was bij het lager onderwijs. Van 1968 tot 1999 was hij docent Nederlands te Apeldoorn. Hij werd vader van drie dochters.

## Werk
Anton Ent debuteerde in 1969 met de bundel Hagel en sneeuw. Onder zijn eigen naam publiceerde hij verhalend proza en essays. In Het vierde land en De moed om niet te schuilen legt hij uit waarom hij zich ‘agnost uit eerbied’ noemt.
Eind 1993 baarde Henk van der Ent opzien door zich te onthullen als de man achter het pseudoniem Marieke Jonkman, een dichteres die sinds 1991 veel succes had met haar bundels.
Anton Ent publiceerde onder meer in Maatstaf, Tirade en Liter; als Marieke Jonkman daarnaast ook in De Gids, Ons erfdeel, Dietsche Warande en Belfort en Hollands Maandblad. Onder eigen naam droeg Henk van der Ent literaire beschouwingen en kritieken bij in de opiniebladen Hervormd Nederland, In de waagschaal, Roodkoper en Liter.
In zijn studie Wit licht rekent Jaap Goedegebuure de poëzie van Anton Ent tot de vernietigingsmystiek.
In zijn poëzie is geborgenheid het centrale thema. In verband hiermee behandelt hij de thema's lijden en dood, liefde en religie.
In zijn verhalend proza en zijn essays, met name in Het vierde land, wordt het moderne levensgevoel geconfronteerd met het geloof.
Anton Ent publiceerde zeventien gedichtenbundels, afgewisseld met proza en essayistisch werk. Hij wil door middel van beelden, klanken en ritme bij de lezers gevoelens oproepen. Zijn poëzie vereist een leeshouding waarbij de lezer zich openstelt voor de evocatieve kracht van de taal.
In de rubriek 'Gedichtenestafette' in het cultureel supplement van het NRC van 18 augustus 2006 zegt dichter Lloyd Haft over Ent: "Hij grijpt niet in, hij wordt gegrepen, ook door een madeliefje langs de weg. Hij racet niet door de dagen, hij wandelt, fietst desnoods, neemt zelfs 'de schaduw van de kiezelsteen' in zich op".

## Poëzie
- Hagel en sneeuw (1969)
- De grote verzoendag (1971)
- Een woning van betekenis (1976)
- In de achtertuin (1978)
- Wintervuur (1982)
- De hoed van Kierkegaard (1983)
- Feestgangers (1986)
- Zwart zilver (1989)
- Domein van meidoorn (1992)
- Entiteiten (1993-1997)
- Reducties (1994)
- Kootwijkerzand (1999)
- Ode aan de ooievaar (2003)
- Coolsingelwind (2005)
- Man van twee wegen (2007)
- Binnen de wildroosters (2011)
- Hoe het licht valt (2016)
- De gele zweep (2019)

## Proza
Onder zijn eigen naam Henk van der Ent publiceerde hij verhalend proza: 
- Wie niet zien kan (1980)
- Waterlelies (1998)
- Per Saldo (2005)
- Heiligschennis (2007)
- Een vrouw beminnen (2012)

## Essayistische werken
- Literatuur en ethiek (1977)
- Jacqueline E. van der Waals (1982)
- Literatuur en christelijk perspectief (1982)
- Het vierde land (1999)
- De moed om niet te schuilen (2009)
- De sprong in het alledaagse (2017)

## Marieke Jonkman
Onder het pseudoniem Marieke Jonkman publiceerde Ent vier dichtbundels. Deze poëzie wijkt af van zijn onder het pseudoniem Anton Ent gepubliceerde werk. Opmerkelijk is dat de poëzie van Marieke Jonkman meer aandacht ontvangt dan die van Anton Ent: ze kreeg meer recensies en werd vaker in bloemlezingen opgenomen. In 1993 maakte Ent bekend dat hij zich achter Marieke Jonkman verborg.

## Poëziebundels van Marieke Jonkman
- Dochters van het donker 1991
- Plejaden 1992
- Dieptevrees 1993
- Amazonen 1996